# Даниловка (приток Чети)
Даниловка (в верховье Аргутат) — река в Кемеровской области и Красноярском крае России. Устье реки находится в 350 км от устья по левому берегу реки Четь, в селе Леонтьевка.
Длина реки — 73 км, площадь бассейна — 566 км². Протекает на юге Чулымской равнины.

## Притоки
- Дмитриевка (лв)
- Градаевка (пр)
- Черемшанка (пр)

## Данные водного реестра
По данным государственного водного реестра России относится к Верхнеобскому бассейновому округу, водохозяйственный участок реки — Чулым от г. Ачинск до водомерного поста села Зырянское, речной подбассейн реки — Чулым. Речной бассейн реки — (Верхняя) Обь до впадения Иртыша.
Код водного объекта — 13010400212115200019580.